# Barbara Pächlerin
Barbara Pächlerin (* vermutlich zwischen 1490 und 1500; † 28. August 1540) war eine österreichische Bäuerin und Verurteilte in einem Zaubereiprozess. Bekannt ist sie auch als Sarntaler Hexe oder unter den Namen Barbara Pächler, Barbara Pachler oder dem Vulgonamen Pachlerzottl, auch Pachler-Zottl geschrieben.

## Leben
Barbara Pächlerin wurde vermutlich zwischen 1490 und 1500 geboren und kam um das Jahr 1510 mit ihrer Familie aus Villanders im Eisacktal ins Sarntal. Dort nahmen die Eltern den Stöckelehof in der Ortschaft Auen in Pacht, wobei sie anfangs hier mithalf und nach ihrer Heirat mit Chuenz Pächler Bäuerin zu Pachl in der Ortschaft Windlahn wurde. Mit dem 1554 verstorbenen Chuenz Pächler hatte sie insgesamt sechs Kinder; darunter den Sohn Hans, der bereits vor 1555 gestorben war und in erster Ehe mit einer namentlich unbekannten Frau aus Villanders verheiratet war. In zweiter Ehe war Hans Pächler mit Margretha, „eine Wälchin“, verheiratet. Ihr zweites Kind war die vor 1587 gestorbene Brigitha, die mit einem Jörn, der zunächst in Vöran und dann in Mölten ansässig war, verheiratet war. Das dritte Kind war der 1571 gestorbene Sohn Martin, ein Zimmermann am Burgfeld zu Steet/Sarnthein, der in erster Ehe mit einer Maria und in zweiter Ehe mit Katharina Aicher aus Pens verheiratet war. Ein weiteres Kind war die um 1585 verstorbene Margreth, die mit Hans Urbaner oder Tschötter, wohnhaft im Gericht Gufidaun, verheiratet war. Ein weiteres Kind war Jacob, vulgo Maisnegger, der mit einer unbekannten Frau in Windlahn verheiratet war. Weiters gab es noch die vor 1571 verstorbene Anna, verheiratet in erster Ehe mit Michel Gerin zu Unterreinswald und in zweiter Ehe mit Bärtl Farcher im Gericht Sarnthein.
Im Alter von etwa 45 oder höchstens 50 Jahren wurde Barbara Pächlerin der Zauberei angeklagt und in weiterer Folge auf der Burg Reinegg gefoltert, bis sie ihr erzwungenes Geständnis machte (Peinliche Befragung). Unter dem Vorsitz des Richters Rueland Kaboy († 1559) aus Kastelruth wurde sie im Prozess in der Sarntaler Kellerburg der Hexerei überführt und zum Tod auf dem Scheiterhaufen verurteilt. Am 28. August 1540 wurde sie ihrer Strafe zugeführt und auf dem Scheiterhaufen verbrannt. Wie dem Gerichtsprotokoll zu vernehmen ist, wollte Barbara Pächlerin eine gewisse Pachmann-Anndl vergiften und umbringen, da sie diese verdächtigte, ihren Mann verführt zu haben, was zum Ehebruch führte. Ob dies der Grund für die Anklage war und welche Rolle Anna Pachmann dabei spielte, kann heute nicht mehr vollends rekonstruiert werden. Nach dem Tod seiner Frau heiratete Chuenz Pächler erneut; diesmal eine Anna Platter aus Nordheim im Sarntal, mit der er unter anderem eine Tochter hatte, die auf den Namen Barbara getauft wurde. 
Unter ihrem Vulgonamen Pachlerzottl fand Barbara Pächlerin auch Eingang in die Südtiroler Sagenwelt.